# Билькхайм
Билькхайм (нем. Bilkheim) — община в Германии, в земле Рейнланд-Пфальц. 
Входит в состав района Вестервальд. Подчиняется управлению Вальмерод.  Население составляет 497 человек (на 31 декабря 2010 года). Занимает площадь 2,65 км².